# Cyaneophytoecia sospita
Cyaneophytoecia sospita är en skalbaggsart som först beskrevs av Francis Polkinghorne Pascoe 1867.  Cyaneophytoecia sospita ingår i släktet Cyaneophytoecia och familjen långhorningar. Inga underarter finns listade i Catalogue of Life.